# 沙州 (西秦)
沙州，中国十六国时西秦设置的州。
418年，西秦设置沙州，治所在乐都县（今青海省海东市乐都区）。下辖乐都郡、湟河郡。乐都县下辖乐都县、安夷县。427年，沙州改治西都县（今青海省西宁市）。乐都郡、湟河郡改属凉州，西平郡属沙州。西平郡下辖西都县、临羌县、长宁县。431年，夏国灭西秦，废除沙州。